# Myscript calculator
MyScript Calculator es una aplicación móvil gratuita que reconoce y resuelve operaciones matemáticas (aritméticas) que han sido escritas a mano alzada, y que presenta los resultados de forma automática. Está considerada como una de las apps más útiles y flexibles en el mundo educativo.
Fue creada por la compañía francesa Vision Objects, más tarde renombrada como MyScript.
Permite la corrección de errores o cambios en los enunciados reescribiendo sobre el texto ya reconocido.
Además, es una aplicación de gran ayuda para aquellas personas que usan las matemáticas de manera frecuente, ya que como hemos mencionado anteriormente, reconoce y resuelve operaciones matemáticas que han sido escritas a mano en la pantalla del dispositivo.
Destacar que su funcionamiento es diferente al de una calculadora tradicional, pues las ecuaciones que van siendo resueltas durante la marcha, mientras se ingresan los datos, creando así un flujo de trabajo rápido y flexible. Además, reconoce cada número como un elemento independiente, lo que permite al usuario introducir cambios de una manera sencilla. Si se detecta algún error o hace falta realizar algún cambio solo hay que tachar el número o signo y este se borra, conservando intacta el resto de la ecuación.
Su principal inconveniente es que no soporta operaciones con más de dos variables.
Está disponible para Google Android e iOS, donde acumula más de 10 millones de descargas.

## Premios
- Appy Awards 2016 - Utilities/Device Enhancement[4]
- Tabby Awards 2015 - Personal productivity application winner
- CES 2013 - Mobile App Showdown Winner